# Аль Имран
А́лю ‘Имра́н (араб. آلُ عمران — Семейство ‘Имрана) — третья сура Корана. Сура мединская.  Состоит из 200 аятов.

## Содержание
Значительная часть суры посвящена рассказу о рождении пророка Исы и о страданиях Марьям (которая происходит из рода Имрана), а также о заблуждениях христиан. Тем самым продолжается тема истории детей Израиля, которая была начата в суре Аль-Бакара. Вторая половина суры посвящена джихаду, который ведут в этом мире наследники пророков Мусы и Исы. Указывается на необходимость вежливого поведения при споре и на традиции, связанные с победой или поражением. Рассказывается о шахидах и их участи после смерти.
В сборнике хадисов аль-Бухари сообщается, что после пробуждения ото сна пророк Мухаммед иногда читал последние десять аятов из суры Али ‘Имран, со слов «Поистине, в сотворении небес и земли…» до конца суры.

Воистину, в сотворении небес и земли, а также в смене ночи и дня заключены знамения для обладающих разумом, ۝ которые поминают Аллаха стоя, сидя и на боку и размышляют о сотворении небес и земли: «Господь наш! Ты не сотворил это понапрасну. Пречист Ты! Защити же нас от мучений в Огне. ۝ Господь наш! Тот, кого Ты ввергнешь в Огонь, будет опозорен, и не будет у беззаконников помощников. ۝ Господь наш! Мы услышали глашатая (Мухаммада), который призывал к вере: «Уверуйте в вашего Господа», — и мы уверовали. Господь наш! Прости нам наши грехи, отпусти нам наши прегрешения и умертви нас вместе с благочестивыми. ۝ Господь наш! Даруй нам то, что Ты обещал нам через Своих посланников, и не позорь нас в День воскресения, ведь Ты не нарушаешь обещаний». ۝ Господь их ответил им: «Я не погублю деяния, совершённые любым из вас, будь то мужчина или женщина. Одни из вас произошли от других. А тем, которые переселились или были изгнаны из своих жилищ, были подвергнуты мучениям на Моём пути, сражались и были убиты, Я непременно прощу их злодеяния и введу их в Райские сады, в которых текут реки. Такой будет награда от Аллаха, а ведь у Аллаха — наилучшая награда». ۝ Пусть не обольщает тебя свобода действий на земле тех, кто не уверовал. ۝ Это — всего лишь недолгое (или небольшое) удовольствие, а затем их пристанищем будет Геенна. Как же скверно это ложе! ۝ Но для тех, которые боятся своего Господа, уготованы Райские сады, в которых текут реки. Они пребудут там вечно. Таково угощение от Аллаха, и то, что у Аллаха, будет лучше для благочестивых. ۝ Воистину, среди людей Писания есть такие, которые веруют в Аллаха и в то, что было ниспослано вам и что было ниспослано им, будучи смиренными перед Аллахом и не продавая знамения Аллаха за ничтожную цену. Их награда ожидает их у их Господа. Воистину, Аллах скор в расчёте. ۝ О те, которые уверовали! Будьте терпеливы, запасайтесь терпением, несите службу на заставах и бойтесь Аллаха, — быть может, вы преуспеете.
— Коран 3:190—200 (Кулиев)